# Abraxas sporocrossa
Abraxas sporocrossa är en fjärilsart som beskrevs av Turner 1922. Abraxas sporocrossa ingår i släktet Abraxas och familjen mätare. Inga underarter finns listade i Catalogue of Life.